# Сумбуа
Сумбуа е етническа и лингвистична група в Шинянга, в централна Танзания. През 1987 популацията ѝ достига 191 000 души. 